# Большие Каменщики
У́лица Больши́е Ка́менщики — улица в центре Москвы в Таганском районе между Таганской площадью и Новоспасским проездом.

## История
Название улиц Большие и Малые Каменщики возникло в XVIII веке на месте, где с середины XVII века была дворцовая Каменная слобода. В этой слободе жили каменщики, вызванные в 1642 году царем Михаилом Фёдоровичем из Кирилло-Белозерского монастыря для перестройки деревянного Новоспасского монастыря. Согласно справочнику «Вся Москва» за 1917 год на улице было 36 владений. Все они принадлежали частным лицам.
В застройке улицы принимали участие известные архитекторы Н. Н. Благовещенский (дом 3, ломбард, 1908) и С. Н. Крестовников (дом 7, здание гимназии, 1914).

## Описание

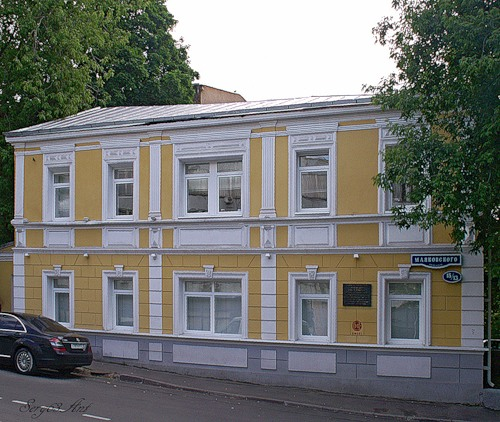
Дом 15, где жили Брики. Арх. В. Жигардлович

Улица Большие Каменщики начинается от Таганской площади вместе с Народной улицей, проходит на юг, слева к ней примыкает переулок Маяковского, а затем улица Гвоздева, за которой улица переходит в Новоспасский проезд. Справа она также соединена проездом с Малыми Каменщиками.

## Здания и сооружения
По нечётной стороне:
- № 7 — Колледж связи № 54;

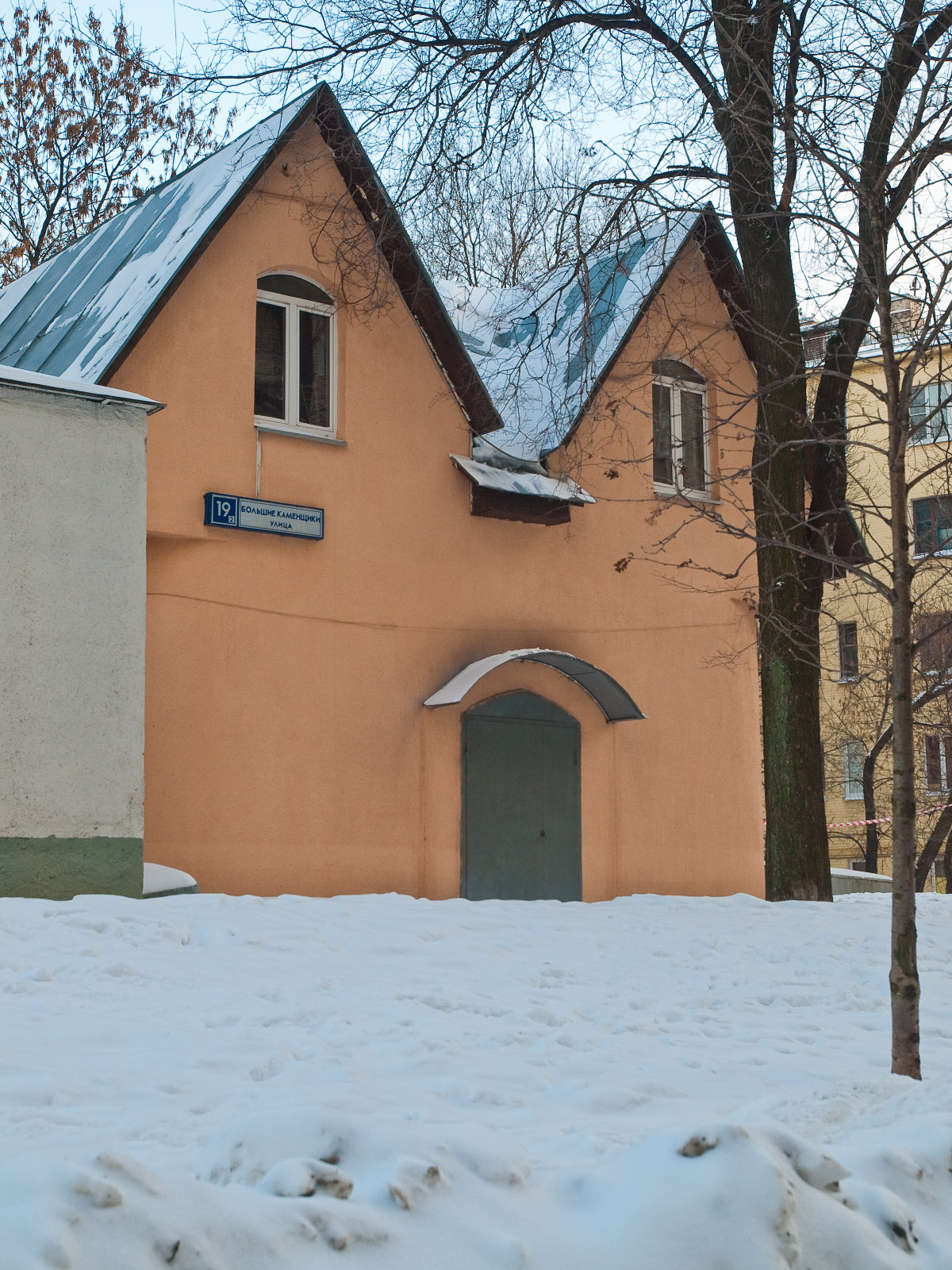
№ 19, стр. 2.

- № 9 — ОАО «Мосхимфармпрепараты» им. Н. А. Семашко;
- № 15/13 — двухэтажный особняк (арх. В. Ф. Жигардлович, 1891) купца Петра Толкова. Здесь в 1920-х гг. жили Лиля и Осип Брики, часто жил поэт Владимир Маяковский, отсюда его и выносили хоронить. При советской власти в доме находился музей Маяковского, затем Всероссийское общество любителей книги, в 1990-х Культурный центр посольства Республики Корея;

По чётной стороне:
- № 2 — Российский футбольный союз
- № 6 — жилой дом. Здесь жил актёр Валерий Золотухин[2].